# Sebastian Balthasar von Hößlin

Sebastian Andreas Balthasar von Hößlin, ca. 76-jährig (Gemälde von Johann Geyer, Ausschnitt, 1835)

Sebastian Andreas Balthasar von Hößlin (* 5. Oktober 1759 in Augsburg; † 10. Januar 1845 ebenda) war Steingutfabrikant und zwischen 1806 und 1845 Stadtbaumeister der Stadt Augsburg. Unter seiner unmittelbaren Mitwirkung oder Einflussnahme entstanden bedeutende Neu- bzw. Umbauten in Augsburg.

## Leben
Von Hößlin war der Sohn des Reeders Balthasar Christoph von Hößlin, Konsul in Venedig, und dessen Frau Maria Magdalena Wagner, die 1830 mit 97 Jahren in Augsburg starb. Sein Neffe war der Bankier Julius von Hößlin.
Er wuchs in Venedig auf und kehrte als junger Mann in die Heimatstadt seiner Eltern nach Augsburg zurück. Im Jahr 1787 war er dort als Gerichtsassessor tätig und 1788 als Registrator des städtischen Archivs Augsburg. 1792 ehelichte er die 17-jährige Louise Charlotte Friederike Freiin von Schnurbein, und 1793 wurde ihre erste Tochter Rosina Elisabeth Louise geboren. Das Paar hatte mindestens noch eine weitere Tochter namens Rosina Jacobina Louise (1794–1847).
In das Amt des Stadtbaupflegers wurde er 47-jährig im Jahr der Mediatisierung 1806 berufen und arbeitete bis zu seinem 73. Lebensjahr. Er hatte wesentlichen Einfluss auf das trotz umfangreicher Zerstörung im Zweiten Weltkrieg noch heute gültige Stadtbild. In seiner Amtszeit wurden bedeutende Bauwerke errichtet bzw. umgebaut, darunter das Lazarett Augsburg (1810), das Dompfarrhaus (1811), das evangelisches Waisenhaus am Unteren Graben (1811), die Wertachbrücke nach Pfersee (1812/13), das Stadtkanzleigebäude (1813), ein Stadthaus (1820), ein Ladenbau auf der Barfüßerbrücke (1826), das St. Ursula-Kloster, die St.-Jakobs-Pfründe, der klassizistische Umbau der Fugger-Kapelle, eine Häusergruppe und der Chor an der Kirche St. Anna (1830), die katholische Hl.-Kreutz-Kirche, das St.-Katharinen-Kloster, das alte Polizeigebäude in der Philippine-Welser-Straße, die Barfüßer-Schule, die Börse (1828/30), die Kapelle auf dem Protestantischen Friedhof zusammen mit Michael und August von Voit (renov. 1988) und ein Kaufmannsladen gegen den Fischergraben.
Bei Aystetten gründete er 1807 eine Steingutfabrik, für die er 1808 eine Konzession erhielt. Sie zählte zu den ältesten Industriebetrieben in Bayern und stellte unter anderem Gebrauchskeramiken und Wasserrohre für die Trinkwasserversorgung her.
Hößlin leitete seinen Neffen Johann Michael Voit, mit dem er (überliefert) gut zusammenarbeitete und in späten Jahren noch dessen Sohn August von Voit an, der später die Pläne für die Neue Pinakothek in München fertigte und Leiter der Obersten Baubehörde in München und damit Nachfolger von Leo von Klenze wurde.
Drei Jahre nach seiner Pensionierung schuf der junge Augsburger Maler Johann Geyer, vermutlich im Auftrag der Stadt Augsburg, ein Porträt, das Sebastian Andreas im Alter von 76 Jahren zeigt. Das Gemälde (Öl auf Leinwand 108 × 90,5, signiert 1835) ist in Privatbesitz und im Bestand der Städtischen Kunstsammlungen Augsburg.
Ein Eintrag am Herkulesbrunnen in Augsburg erinnert an die Schaffenskraft von Sebastian Andreas Baltasar von Hößlin.